# Lutembi
Lutembi ou Lutembe est un crocodile du Nil de légende fondé sur des animaux réels ayant vécu sur les bords du lac Victoria en Ouganda. Il a donné son nom à la Lutembe Bay (en).
En France, il est célébré par le Collège de 'Pataphysique qui l'a nommé « Vice-Curateur » de 2007 à 2014.

## Légende et observations
Pour les Africains de la région du lac Victoria, Lutembi (Lutembe en anglais) est un animal réputé rendre la justice : si quelqu'un est accusé d'un méfait, il est alors conduit à Lutembi. Celui-ci, dans sa grande sagesse, le dévore s'il le sait coupable ou le laisse en vie s'il l'absout. Selon d'autres témoignage, ce serait un poisson qui lui serait présenté et soumis à son jugement. Il était pour les populations locales sans âge, selon les témoignages des anthropologues des années 1930.
Selon Wyndham Martyn, Samuel Baker en aurait fait mention dès 1863, puis Jules Borelli vers 1885. Des années 1930 aux années 1950 « les témoignages abondent », qu'ils soient de nature journalistique, littéraire ou cinématographiques. À cette époque, « sa gloire [est] immense ».
Un individu femelle était observé et vénéré dans une baie située à Dewe, mi-chemin de Kampala et Entebbe, appelée aujourd'hui Lutembe Bay (en) : 0° 09′ 17″ N, 32° 33′ 59″ E. À l'appel des villageois, elle venait chercher la nourriture qu'on lui offrait. Elle mourut en 1943.
Son nom est réutilisé dans divers films des années 1940, mais il est alors un humain. En 1963, il est encore quelque peu célébré par les locaux, mais au fil du temps son culte se perd, son souvenir ne se perpétuant que grâce à la baie du lac Victoria portant son nom. Il est cependant encore le héros d'un livre pour enfants d'Anne Wilsdorf en 2002.

## Collège de 'Pataphysique
Le Collège de 'Pataphysique l'a intégré parmi ses membres dès mai 1948 (peut-être sur la suggestion du Satrape P. Lié) puisqu'il fait partie des sept Satrapes fondateurs. Il est présenté dans le premier Registre général comme le « Procurateur Général du Collège pour les Afriques Équinoxiale, Capricornienne & Cancéreuse et Représentant Hypostatique de Sa Magnificence Sandomir pour les mêmes Contrées » résidant à Kampala. 
Quelques articles et lettres lui sont attribuées dans la revue du Collège de 1950 à 1960 et de 1998 à 2007. Comme il ne peut écrire, il utilise pour cela des photographies d'empreintes qu'il réalise au sol selon le « système idéographique crocodilien », retranscrites ensuite en français par son Anagnoste. S'affirmant comme un pilier discret mais présent du Collège de 'Pataphysique, il est choisi durant l'Occultation pour succéder au Vice-Curatorat à Opach, lequel avait souhaité que « son successeur ne soit pas un « homme » ». Le 18 janvier 1997, il est élu à cette charge suprême.
Début 2007, le Collège s'interroge face à l'absence de nouvelles de Lutembi. À la suite d'une enquête minutieuse, l'hypothèse de son « apogéose » (transformation après sa mort en la Lutembe Bay (en), sur le modèle d'une apothéose ou d'une apocoloquintose) semble s'imposer. Cependant, le Concile de Reims décide que Lutembi n'est pas mort, et nomme « une Commission « ontologique » chargée de statuer sur l'« état » de Sa Magnificence » composée de 14 membres et deux secrétaires. Le Correspondancier du Collège de 'Pataphysique s'est depuis fait l'écho de diverses hypothèses sans toutefois publier de conclusions définitives. Sans aucune nouvelle de Lutembi depuis des années, les institutions du Collège de 'Pataphysique rentrent cependant en deuil en 2013, et mettent en place le processus d'élections pour lui succéder. Le 13 palotin 141 E. P., Sa Magnificence Lutembi, à l'issue d'un scrutin conforme aux statuts du Collège de ’Pataphysique, est remplacée par Tanya Peixoto, nouvelle Vice-Curatrice.

### Œuvres publiées sous le nom de Lutembi
- Divers articles dans les Cahiers et les Dossiers du Collège de 'Pataphysique, 1950-1960.
- Discours sur l'An Cent et ses paradoxes, Les Classiques de la Pataphysique, disque compact édité par le Collège de 'Pataphysique, 1997.
- Divers articles, lettres et messages dans L'Expectateur et les Carnets trimestriels du Collège de 'Pataphysique, 1998-2008.
- « Message », dans la quatrième édition des Statuts du Collège de 'Pataphysique, 2003.
- Écrits pataphysiques complets de Sa feue Magnificence Lutembi, Collège de 'Pataphysique, 2016. Recueil de l'intégrale des articles et contributions de Lutembi aux publications du Collège de 'Pataphysique.

### Documentation

#### Sur Lutembe, crocodile sacré
- Paul Edwards, Bicentenaire de Lutembi, Ouphopo n°8, Paris, 2000
- George Hoyningen-Huene, African Mirage : the record of a journey, Batsford, Londres, 1938, pp. 52-53
- Juliette Huxley, Wild lives of Africa, Collins, 1963, pp. 12, 209-10, 220
- Jay Marston, « Uganda, land of something new », dans National Geographic Magazine, vol. LXXI, n°1, Washington, D.C., 1936, pp 111, 116
- Wyndham Martyn, « Lutembe the avenger », dans Jungle Stories, Glen-Kel Publishing, New York, 1943, pp. 86-104
- Sophie A. Poe, Out of a Duffle Bag, The Naylor Company publishers, San Antonio (Texas), 1942, p. 239
- Anne Wilsdorf, Lutembi aime trop les filles, Quiquandquoi, Genève, 2002

#### Sur Lutembi 'Pataphysicien
- Thieri Foulc, « Approche spatio-temporelle de Sa Magnificence Lutembi », dans les Carnets trimestriels du Collège de 'Pataphysique n°28, pp. 45-61, juin 2007
- Georges Murphy, Lutembe and the Crocodile, Macmillan Education Ltd, 2003.